# Necronautical
Necronautical es una banda inglesa de black metal del noroeste de Inglaterra, formada por Naut ( Russell Dobson, voz principal, guitarra), Carcarrion (guitarra, coros), Anchorite (bajo, coros, voz limpia) y Slugh (batería). . Se ha descrito que Necronautical posee una "amalgama distintiva de sonidos extremos, melódicos y agresivos y conceptos exploratorios".

## Historia y enfoque
Necronautical se formó en el noroeste de Inglaterra por los tres miembros originales: Naut (Russ Dobson), Carcarrion (James Goodwin) y Anchorite (Matt McGing). Naut y Anchorite se conocieron en la escuela secundaria, y Carcarrion conoció a los otros dos en la universidad de sexto curso . Los tres han estado tocando juntos en la banda desde 2010.  El estilo de Necronautical se basa en gran medida en los temas de la muerte, la historia, la filosofía y la mitología. La banda se inspira en la exploración de la muerte, tema del que deriva su nombre  y visualiza diferentes paisajes a través de su música. En los primeros años, la banda era experimental, y Naut explicó que "cuando empezamos estábamos tratando de integrar otros estilos y riffs también, algo de thrash, death, vikingo o folky, pero creo que el estilo black metal siempre fue dominante entre nosotros." 
Musicalmente, Naut y Carcarrion suelen tomar la iniciativa en escribir la música de la banda, con Anchorite proporcionando letras y conceptos. Al explicar el proceso creativo de la banda en una entrevista con RocknReel Reviews en junio de 2016, Anchorite arrojó luz sobre los procesos creativos de la banda: "La música está escrita principalmente por Naut y Carcarrion, tienen sesiones de escritura juntos donde comparten riffs y se suman a las ideas de cada uno. y comenzar a elaborar los huesos de una canción. Una vez que tenemos algunas ideas, nos reunimos y descubrimos qué funciona en términos de arreglo y revisión en función de la sensación emergente de la canción, siempre es la sensación la que es más central e influye en la letra y la voz".
Además, la banda suele desempeñar un papel importante en la producción de su propia música y ha grabado y mezclado ambos álbumes ellos mismos, recurriendo a Samuel Turbitt de Ritual Sound para que le ayude con los toques finales de The Endurance at Night . El tercer álbum de la banda fue grabado por Naut, excluyendo la batería que fue grabada por Chris Fielding en Skyhammer Studio, quien también mezcló y masterizó el álbum en diciembre de 2018 Después de lanzar su primer trabajo sin firmar, Necronautical fue contratado por el resucitado sello Cacophonous Records en 2016. A los tres miembros fundadores se unió el baterista Slugh (Rob Harris) para su segundo álbum en 2016.

Following from the release of The Endurance at Night (2016), the band made their live debut opening for Dark Funeral at the Camden Underworld and would go on to tour extensively around the UK and Europe. Necronautical joined Winterfylleth on their 10 date anniversary tour in 2017,  as well as appearing at Inferno Metal Festival in 2018.
Necronautical firmó con Candlelight Records en 2019 y lanzó su tercer álbum Apotheosis el 30 de agosto de 2019. El álbum fue mezclado y masterizado por el productor Chris Feilding y la portada contó con David Thiérrée .

La música y el contenido lírico del álbum se inspiraron en parte en los escritos y filosofías de Friedrich Nietzsche y Chuck Palahniuk . El lanzamiento fue precedido por el sencillo "Nihil Sub Sole Novum", lanzado el 13 de junio de 2019, y estuvo acompañado de un vídeo musical. La banda dijo sobre el sencillo: "Sentimos que esta canción actúa como un microcosmos perfecto para la dirección del álbum y del propio Necronautical". 
La canción principal del álbum se lanzó el día anterior al álbum y recibió grandes elogios de la crítica, y un crítico de la revista Distorted Sound afirmó: "La cuarta canción principal del álbum tiene un sonido vasto y expansivo por el que es difícil no dejarse atraer". inmediatamente."  y otra reseña de Bring The Noise que agrega: "La canción principal del disco se lleva el trofeo de una de las mejores pistas de black metal 'clásico' del año hasta el momento". 

## Recepción
Su segundo álbum, The Endurance at Night, recibió una serie de críticas entusiastas de sitios web y publicaciones de black metal europeos. DGR en nocleansinging.com dijo: "Había pensado, dada la marca de calidad anterior de la banda, que Endurance At Night sería un buen álbum, pero lo que no esperaba era que Necronautical sobresaliera en todos los frentes". El sitio web alemán Metal1.info le dio al álbum un 8,5 sobre 10, elogiando el tono del álbum. Su tercer álbum, Apotheosis, recibió una acogida positiva en varias revistas web y revistas de todo el mundo. Carl Fisher en gbhbl.com describió el álbum como "Un estilo salvaje de black metal" y agregó: "Necronautical es un grupo bestial con el poder y el aplomo para poner de rodillas a cualquiera. Apoteosis es una escucha bestial, pero no en un estado crudo e inescuchable. En cambio, es un álbum que tiene todos los adornos de black metal con mucha ferocidad pero envuelto de una manera más moderna y discernible". y Jordan McEvoy de Bring The Noise UK describió el álbum como "empapado de atmósfera y clásico salvaje. black metal" concluyendo "Necronautical regresa triunfalmente a la carga con Apotheosis. Si bien podría haber sido más corto en algunos lugares, es una excelente muestra de la combinación entre el black metal clásico y moderno. A medida que continúan refinando y mejorando su sonido, se están convirtiendo en una de las estrellas en ascenso del black metal moderno actual".

## Discografía
- Misantropía del Mar Negro (2014)
- El aguante de noche (2016)
- Apoteosis (2019)
- Muerto en el espíritu (2021)